# Søgerkamera
Et søgerkamera (også kaldet målsøger-kamera) er en type kamera, hvor søgeren og det objektiv som kameraet i sidste ende tager billedet med er forskudt fra hinanden.
Denne metode er billigere, men har det problem at der opstår en parallakse fejl mellem det man ser i søgeren og det endelige billede. Derfor risikerer man at billedet ender med et andet udsnit, end man havde forventet. Dette gør sig særligt gældende ved motiver hvor kameraet er tæt på motivet, f.eks. makrooptagelser. Til gengæld slipper man for rystelser fra et spejl og det er også muligt at lave mindre kamerahuse med denne type.
Dette er i modsætning til et spejlreflekskamera, hvor søgeren er forbundet med objektivet via et spejl, som klapper op, når udløseren trykkes ned.
Blandt mest kendte søgerkameraer (til film) kan nævnes: Leica M, Canon P, Nikon S2, Konica Hexar og Olympus Pen.
Nutidens digitale kamerateknologi har bragt et væld af nye produkter på markedet, der spænder fra ultrasmå kameraer kombineret med mobiltelefoner til lidet større kameraer med bedre linser og varierende zoommuligheder.